# Hana Vejvodová
Hana Vejvodová (11. července 1963 Praha – 1. srpna 1994 Praha) byla česká klavíristka a hudební skladatelka. Hru na klavír studovala u Jaromíra Kříže a skladbu na Pražské konzervatoři u Ilji Hurníka a na HAMU u Svatopluka Havelky a Franca Donatoniho. Okolnosti její tragické smrti stále nebyly zcela objasněny.

## Hudební dílo
Vejvodová zkomponovala 40 děl pro orchestr, zpěv a sólové nástroje. Mezi vybraná díla patří:

#### Orchestrální skladby
- Serenáda pro smyčce
- Passacaglia pro symfonický orchestr (1986)
- Deliranda – symfonické hnutí (1988–1989)
- Arkanum – symfonické hnutí (1991–1992)
- Koncert pro klavír a komorní orchestr (1992–1993)

#### Komorní skladby
- Suita pro tři klarinety (1985)
- Duety pro flétnu a housle
- Dechové kvarteto
- Elegie pro housle a varhany
- Trio pro dvě flétny a klavír
- Žesťový kvintet (1988)
- Suita pro hoboj a klavír
- Sonáta pro hoboj a klavír (1991)

#### Klavírní skladby
- Pět klavírních skic
- Etuda
- Sonatina pro klavír č. 1
- Sonatina pro klavír č. 2
- Sonatina pro klavír č. 3
- Sonáta v C (1984)
- Sonáta pro klavír na čtyři ruce (1985)
- Partita Bizzara
- Sonáta č. 2 "Vyznání" (1988–1990)

- Deset miniatur
- Osm bagatel (1993)
- Sonáta č. 3 "Pocta přírodě" (1993–1994)
- Sonáta č. 4 "Sudba" (1994)

#### Vokální hudba
- Píseň zabitého milence
- Zpěvy o smrti impéria, pro smíšený sbor (1988)
- Pohádka pro smíšený sbor
- Cyklus tří milostných písní
- Cesty lásky pro vyšší hlas a klavír

- Kytice  (cyklus pěti písniček pro nejmenší děti)
- Akvarelové malby (sedm miniatur pro klavír, 1988)
- Ples zvířat (klavírní suita)[1]

#### Didaktické skladby
- Vodomalbičky – 7 skladeb pro malé klavíristy, Supraphon H 7319